# Imunosupresija
Imunosupresija, imunoinhibicija, imunodepresija, je potiskivanje i oslabljivanje normalne imunološke reakcije organizma kao posledica dejstva različitih supstanci unetih iz spoljne sredine ili stvorenih u organizmu.
Imunosupresiju može izvršiti svaka supstanca koja vrši potiskivanje i oslabljivanje normalne imunološke reakcije i koja se naziva imunosupresant. Imunosupresanti se dela na:
- spoljašnje imunosupresivne (egzogene) supstance, tj. na one koje potiču iz čovekove okoline (kao što su imunosupresivni lekovi ili imunomodulatorni lekovi, i
- unutrašnje imunosupresivne (endogene) supstance, koje produkuje organizam, kao što je npr. hormon testosteron.[4]

## Patofiziologija
Kod mnogih autoimunih bolesti, među kojima prednjače; bolesti vezivnog tkiva, brojni maligni tumori, mnoge sistemskih bolesti, reakcija organizma nakon presađivanja (transplantacije) organa itd, centralno mesto u njihovoj patogenezi, ima agresivna autoimunska reakcija sa predominacijom; ili humoralnih mehanizama (efekti autoantitela i/ili solubilnih imunskih kompleksa po tipu reakcije rane preosetljivosti) ili celularnih mehanizama (efekti autoreaktivnih T limfocita po tipu reakcije kasne preosetljivosti), koji mogu izazvati oštećenja organa ili organizma u celini. Zato se kao glavni terapijski zahtev u napred navedenim autoimunim poremećajima nametnula potreba supresije imunopatoloških reakcija (imunosupresija).
Mehanizmi koji se primenjuju kod imunosupresije zasnivaju se na dva osnovna principa (imunomodulacije);
- Direktnoj supresiji autoimunih reakcija, putem uklanjanja autoreaktivnih ćelija ili njihovog inaktiviranja
- Stimulaciji unutrašnjih mehanizama regulacije, koji drže imunski odgovor pod kontrolom.

Prema načinu nastanka imunosupresija može biti nenamerna (neželjena) ili namerna (kontrolisana).
- Nenamerna (neželjena) imunosupresija, može nastati ko posledica neželjenog (sporednog) dejstva pojedinih supstanci, lekova

- Namerna (kontrolisana) imunosupresija, se primjenjuje kao metoda prevencije kod transplantacije (presađivanja) organa ili lečenja kod drugih sistemskih i specifičnih bolesti i može biti;

- Nespecifična imunosupresija tokom koje se primenjuju lekovi koji sprečavaju ne samo proliferaciju ćelija hematolopoetskog i imunološkog sistema, već i ostalih ćelija uključujući i ćelije presađenog kalema. U tu grupu spadaju Azatioprin, Prednizolon, Ciklosporin.
- Specifična imunosupresija; u koju spadaju svi postupci koji mogu izazvati imunološku toleranciju, uključujući tu i novu grupu tz. bioloških lekova. Ova grupa lekova je još u fazi istraživanja.

## Uloga imunosupresije
Lekovi koji se koriste u imunosupresiji (imunosupresanti) imaju sledeću ulogu;
- kod presađivanja organa pre svega, imaju za cilj, da spreče aktivnost imunskog sistema koja je usmerena prema odbacivanju kalema.(npr. koštane srži, srca, bubrega, jetre),
- kod lečenje autoimunih bolesti ili bolesti koje mogu biti autoimunog porekla (npr. reumatoidni artritis, miastenija gravis, sistemski lupus eritematozus, ulcerozni kolitis, Kronova bolest, multipla skleroza[7] itd) da imunomodulacijom zaustave i uspore dalje napredovanje bolesti

Imunosupresivni lekovi se obično dele u četiri grupe;
- glukokortikoidi
- inhibitori kalcineurina (ciklosporin i takrolimus)
- antproliferativni/antimetabolički lekovi
- biofarmaceutski lekovi (antitela).

## Neželjena dejstva
Kako je zbog imunosupresije funkcija imunskog sistema potisnuta (oslabljena), postoji povećana osetljivost organizma na infektivne bolesti i rak, pa ne tako često imunosupresija može da izazove i neželjene posledice (nuspojave).
Glavni problem kod primene imunosupresije, kao metode lečenja, je taj što imunosupresivni lekova potiskujući imunološki sistem ne deluju na njega selektivno. Moderni imunosupresivi nisu specifični već potiskuju celokupni imunološki sisteme, ostavljajući pacijenta ranjivog na razne oportunističke infekcije koje obično sprečava imunološki sistem. Bolesnicima koji uzimaju imunosupresivne lekove, se zato često nazivaju „imunokompromitovani bolesnici“, jer je njihov imunološki sistem ugrožen, rizicima za brojne komplikacije.

## Literatura
- Ganog F. W. (1993). Pregled medicinske fiziologije. Beograd: Savremena administracija. стр. 491—497.

## Spoljašnje veze
Mediji vezani za članak Imunosupresija na Vikimedijinoj ostavi

- PubMed (jezik: engleski)

|  | Molimo Vas, obratite pažnju na važno upozorenje u vezi sa temama iz oblasti medicine (zdravlja). |